# ویاچسلاف چوکانوف
ویاچسلاف چوکانوف (انگلیسی: Vyacheslav Chukanov؛ زادهٔ ۲۴ آوریل ۱۹۵۲) سوارکار پرش اهل اتحاد جماهیر شوروی سوسیالیستی بود.